# مارك برادلي (لاعب كرة قدم)
مارك برادلي (بالإنجليزية: Mark Bradley)‏ (10 أغسطس 1976 - ) هو مدرب كرة قدم ولاعب كرة قدم بريطاني في مركز الوسط. لعب مع نادي دمبرتون.

## وصلات خارجية
- مارك برادلي (لاعب كرة قدم) على موقع قاعدة بيانات كرة القدم.إي يو (الإنجليزية)